# フダイビーヤの和議
フダイビーヤの和議（フダイビーヤのわぎ、صلح الحديبية）は、628年に預言者ムハンマドとマッカ（メッカ）のクライシュ族の間で結ばれた和議。フダイビーヤの盟約などとも表記される。和議はマッカ郊外の小村フダイビーヤで締結され、交渉の場であるフダイビーヤはマッカの聖域の境界となった。

## 背景、成立までの過程
624年のバドルの戦いでイスラム軍はマッカのクライシュ族に勝利を収め、625年のウフドの戦いではクライシュ族が勝利するが、ハンダクの戦いではクライシュ族はムハンマドに決定的な勝利を収める事ができなかった。ムハンマドに決定的な勝利を収められなかったクライシュ族の権威は低下し、遊牧民や小オアシスの住民の中には同盟相手をクライシュ族からムハンマドに変える勢力が多く現れた。
628年3月、夢に促されたムハンマドは信徒を連れてマッカへの小巡礼に発った。クライシュ族の襲撃を危ぶんだムハンマドは、アラブ人と遊牧民を巡礼に動員する。巡礼に参加したムスリムの人数1,400人、あるいは1,600人と伝えられている。クライシュ族からの攻撃を想定して武装を進言する者もいたが、ムハンマドはあくまでも巡礼が目的であるとして戦闘の準備は行わず、儀式に使う家畜を伴った。武装したクライシュ族の兵士が進路で待ち受けている報告を受けたムハンマドはフダイビーヤに移動し、交渉に備えた。
マッカのクライシュ族は、ムハンマドの巡礼を武力で妨害すれば神聖月の慣例を破ることになり聖地の守護者としての権威は大きく低下し、巡礼を認めるとムハンマドへの屈服の意思を表す状況に陥った。クライシュ族からフダイビーヤのムハンマドの元にマディーナ（メディナ）への撤退を求める使者が送られ、マッカに帰還した使者はムハンマドの信徒の忠誠心の高さを報告した。ムハンマドはヒラーシュ・イブン・ウマイヤ・アルフザーイーを使者として派遣するが、ヒラーシュの伝言を聞いたマッカ側は彼の乗ったラクダを斬殺し、ヒラーシュはフダイビーヤに戻った。ヒラーシュが帰還した後、クライシュ族はフダイビーヤの宿営地を襲撃するが失敗に終わった。
次にムハンマドはウマルをマッカへの使者に選んだが、ウマルは自分がマッカのクライシュ族と敵対していたことを理由に任務を辞退し、ウスマーンが使者として派遣された。ウスマーンから伝言を受けたマッカ側はウスマーンにタワーフ（カアバ神殿の周囲を回る儀礼）を認めたが、ウスマーンはマッカからの提案に妥協をしなかった。ウスマーンはクライシュ族の元に監禁され、ムハンマドの元にウスマーンが殺害された知らせが届けられた。ムハンマドに従っていたムスリム達は激怒し、ムハンマドは彼らにいかなる事態が起きても自分の命令に従うよう、樹下の誓い（バイア）を行わせた。解放されたウスマーンが帰還した後、クライシュ族からスハイル・イブン・アムルが使者としてフダイビーヤに派遣され、協議を経て和約が成立した。

## 内容
交渉の結果、以下の内容の和約が締結された。
- 10年間の休戦[1][15][16][17][18]
- 巡礼団は一旦マディーナ（メディナ）に帰還し、翌年にムスリムの巡礼のために3日間マッカを開放する[4][16]
- 保護者の同意なくマディーナに移住したマッカの住民を無条件でマッカに送還する[16][17]
- ムハンマドの元からマッカのクライシュ族の元に移った人間はそのままマッカに留め置かれる[18][17]
- マッカ周辺の部族、個人は自由にムハンマドと同盟を締結できる[16][17]

マッカ側はムハンマドが「アッラーの使徒」として和議を結ぶことを認めず、「アブドゥッラーの息子ムハンマド」として書名を行わせた。和約の条件はクライシュ族にとって有利なものであり、ムスリムの中でもアブー・バクルは無条件にムハンマドの決定に従ったが、ウマルのように和約の内容に不満を抱く者もいた。また、目的の小巡礼を果たさずにマディーナに帰還することに、多くの信徒が困惑したしかし、ムハンマドは期待以上の成果を上げたと考え、和議の結果はムハンマドの戦略眼の確かさを示す例にも挙げられる。
和約の成立後、上に挙げられた条件に基づいて、ムハンマドの信徒の一人であるアブー・ジャンダルが改宗を認めない父親によってマッカに連れ戻された。和約の成立後、ムハンマドは頭を剃り、生け贄を奉げる儀式を行った。この時にムハンマドは先にバドルの戦いで敗死したアブー・ジャハルが所有していたラクダを生け贄として屠り、クライシュ族を挑発した。マディーナへの帰途で、ムハンマドは和約がムスリムにとって有利な結果に繋がる啓示を一団に伝え、帰還した。

## 結果、影響
ムハンマドがマディーナに帰還した後、マッカで拘禁されていた信徒アブー・バスィールがマディーナに逃亡する事件が起きる。ムハンマドは協定に従ってアブー・バスィールを送り返したが、アブー・バスィールは自分を引き取りに来た使者を殺害した。この時、ムハンマドはアブー・バスィールを責めて
と言った。マッカで束縛を受けていたムスリムは先のムハンマドの言葉を聞き、クライシュ族の隊商の通り道に住処を定めたアブー・バスィールの元に集まった。アブー・バスィールたちは近辺を通りかかるクライシュ族を殺害し、隊商の積荷を略奪した。アブー・バスィールたちを扱いかねたマッカは、ムハンマドに彼らの引き取りを要請し、彼らはマディーナに移住した。
休戦協定締結直後、ムハンマドはハンダクの戦いで敵対したナディール族の拠点であるハイバルを攻撃した。ハイバル征服の後、ハイバルを初めとするオアシスの多くのユダヤ教徒がムハンマドに降伏する。クライシュ族との同盟が不利だと考えた遊牧民はムハンマドを新たな同盟相手に選び、多くの遊牧民がイスラームに改宗した。また、和議の期間中にはハーリド・イブン・アル＝ワリード、アムル・イブン・アル＝アースらマッカの有力者もイスラームに改宗した。
翌629年、ムハンマドは長剣のみを携えた2,000人の男を率いてカアバ神殿を参拝し、町を出た市民は近郊の丘陵で巡礼の様子を見守っていた。マッカの市民の中から、この光景に心を打たれてイスラームに改宗した者も少なからず現れたと言われる。ムハンマドの教友（サハーバ）の中にはこの機会に乗じたマッカの占領を進言する者もいたが、ムハンマドは和約に従って行動するように説いた。ムハンマドが示威行動、戦闘を行わずに巡礼を果たしたことは、イスラーム勢力の伸張を表していた。巡礼後にムハンマドはハーシム家との和解を図って叔父のアッバースの妻の妹と結婚し、マッカの有力者であるアブー・スフヤーンの娘とも結婚して、婚姻関係を構築した。
630年、ムハンマドと同盟する遊牧民のフザーア族がマッカと同盟する遊牧民バクル族から攻撃を受ける事件が起き、ムハンマドとマッカの関係は悪化する。アブー・スフヤーンは和議の再締結に奔走したが、合意には至らなかった。フダイビーヤで結ばれた休戦協定は破棄され、ムハンマドはマッカに進軍する。